# MondoMedia
MondoMedia ist ein US-amerikanischer YouTube-Kanal. Er wurde am 22. Januar 2007 gegründet und veröffentlicht die Mondo Mini Shows.
Er wird vom Unternehmen Mondo Media betrieben, das Animationsvideos für Jugendliche und junge Erwachsene produziert. Aufgrund des Erfolges wurde die Videoreihe Raines & Raines (1979-heute) ins Fernsehen übernommen. Die Reihe Dick Figures wurde nominiert für den Annie Award for Best Directing in an Animated Television or other Broadcast Venue Production. Einige gezeigte Serien wurden mit bekannten Persönlichkeiten produziert. Off The Curb wurde von Carlos Alazraqui, John Di Maggio, und Gary Anthony Williams und anderen vertont. Mr. Wong wurde von den South-Park-Produzenten Pam Brady und Kyle McCulloch geschrieben und vertont.
MondoMedia ist Teil des von BiteTV und YouTube erstellten Projektes Bite on Mondo für Pilotvideos anderer Produzenten. Seit 2015 wird die 15-minütige Sketch-Komödie-Serie Like, Share, Die auf Fusion gezeigt. Sie ist aus den auf dem YouTube-Kanal veröffentlichten Kurzfilmen zusammengesetzt. Am 4. Mai 2011 wurde der deutsche Ableger GermondoMiniShows gegründet.